# 張袞 (明朝)
張袞（1487年—1564年），字補之，号水南，直隸常州府江陰縣人，民籍，明朝政治人物、诗文家。進士出身。

## 生平
正德十一年（1516年）丙子科應天府鄉試第九十八名舉人。正德十六年（1521年）中式辛巳科二甲七十七名進士。本年五月张衮被选为翰林院庶吉士，嘉靖元年（1522年）十一月改任陕西道御史，巡视馬政，後养病。四年十一月复除原职，六年十月提调直隶学政，不久改任翰林院编修。張袞久在台谏，多有建言。嘉靖八年和十一年曾任會試同考官，九年秩满，十三年四月升翰林院侍读，充副使，册封临朐王。八月与侍讲学士廖道南主考順天乡试。十五年升左春坊左谕德，十六年五月升翰林院侍读学士，加四品服色，掌南京翰林院事，次月以张衮讲读有劳，賜母太宜人胡氏祭葬。十九年服闋，复任原官。
嘉靖二十年二月与礼部尚书温仁和任辛丑科会试主考官，嘉靖二十一年（1542年）四月升太常寺卿，掌国子监祭酒事，十月因钦天监进大统历颁赐百官，当日有监生王廷瑞等人跨越御阶争夺历书，兵科给事中王梦弼劾奏张衮师道不严，教训无素，被降二级，调南京任南京太常寺少卿。二十三年四月升南京光禄寺卿，嘉靖二十四年（1545年）三月因考察罢职。
嘉靖三十三年（1554年），倭寇侵扰东南，張袞在危城中驰书朝廷, 条上御倭五事。頗具胆识。嘉靖四十三年（1564年）卒。

## 著作
工诗，《明诗纪事》戊签卷一四称其“绝句极有风致”。纂有《江阴县志》二十一卷，著有《张水南集》十一卷、《水南翰记》一卷。

## 家族
曾祖張汝文；祖父張僎；父張誥，號未軒，曾任義官，贈谕德。前母湯氏；母胡氏。慈侍下。弟玄、衣、立。三子；鸿儀、麟瑞、驥能。